# Mary Boleyn
Mary Boleyn (født ca. 1499, død 19. juli 1543) var medlem af den adelige Boleyn-familie, som nåede helt til tops i Tudortidens England. Marys søster Anne Boleyn blev gift med Henrik 8. af England og kronet som landets dronning.

## Liv

### Opvækst
Mary Boleyn blev født enten i Blickling Hall i Norfolk, eller på Hever-slottet i Kent, som ældste datter af en velstående diplomat, Thomas Boleyn (1. jarl af Wiltshire) og Elizabeth Howard. Marys fødselsår opgives som 1499/1500. Der findes tydelige indicier på, at hun var ældst af de tre søskende: I 1597 rejste hendes barnebarn George Carey, 2. baron Hunsdon, krav om overtagelse af titlen jarl af Ormonde, baseret på Marys ret til denne, som ville være tilfaldet dronning Elizabeth, hvis Anne Boleyn havde været den ældste. (Ved fravær af en mandlig linje går titlen til den ældste kvinde.) Også Marys børn og søsterdatter mente, at hun var ældst. Anne Boleyn, den senere dronning, blev født omkring 1501 og broren George Boleyn omkring 1504.
Ældre kilder hævder, at Mary blev uddannet ved hoffet hos statholdersken Margrethe af Østrig (1480-1530), men dette skyldes en forveksling med hendes søster Anne. Mary blev værende i England frem til august 1514, da hun i 14-15-årsalderen rejste udenlands. Hendes far sikrede henne en post som maid-of-honour, opvartende hofdame hos kong Henrik 8.s yngre søster, prinsesse Mary Rose, da denne rejste til Frankrig for at gifte sig med kong Ludvig 12.
Efter nogle uger i Paris blev de fleste af dronningens engelske piger beordret hjem. Mary Boleyn fik imidlertid tilladelse til at blive værende, nok pga sin fars forbindelse til den nye engelske ambassadør. Den 1. januar 1515 døde kong Ludvig 12. og efterlot sin unge dronning som enke efter kun tre måneders ægteskab. Kort tid senere giftede hun sig i hemmelighed med Charles Brandon, 1. hertug af Suffolk, og måtte forlade Frankrig i al hast. Thomas Boleyn fjernede datteren Mary fra Mary Roses tjeneste og fik pigen sendt til den nye dronning af Frankrig, Claude. I 1517 kom kong Frans 1. af Frankrig i triumf tilbage fra militær sejr i Milano. Han medbragte den aldrende Leonardo da Vinci. Om Mary Boleyn mødte da Vinci, er uvist. Det blev påstået, at han malede et portræt af hendes søster Anne, men la belle Ferronnière blev malet længe inden Anne blev født.

### Rygterne om den franske konge
Mary vik selskab i Paris av sin far, Thomas Boleyn, som var fransk ambassadør i 1519/20, og af sin yngre søster Anne, som havde været ved hoffet i Nederlandene. Den franske dronning Claude skal have kaldt Mary Boleyn la petite boullain (den lille buljong), men der finndes ingen beskrivelser hverken af Marys udseende eller hennes karakter - om hun var frisk og livlig, eller stille og alvorlig.
Flere tiår senere opstod et rygte om, at Mary skulle have været kong Frans' elskerinde, mens hun var ved det franske hof. Enslydende rygter gik i eftertid om hendes søster Annes ophold ved det franske hof. Også hun skulle have haft et forhold til kong Frans.
Men det var først i marts 1536 - femten år senere - at Rodolfo Pio, biskop af Faënza i et brev skrev, at kong Frans påstod, at Anne Boleyn ikke havde aborteret en søn i januar 1536, men kun ladt som om hun var gravid ved hjælp af sin søster Mary, som den franske konge "kendte" (dvs. seksuelt) som en per una grandissima ribalda et infame sopre tutte – "som den største luder og meget berygtet". Pio var pavens mand og naturligt nok en stærk motstander af den evangeliske Anne Boleyn, der var skyld i, at Henrik 8. brød med pavedømmet. I dag ved man ikke, om Pio gengav kongens ord præcist, og om Frans i så fald overdrev eller løj for at ramme Boleyn-familien. I hvert fald er det løgn, at Anne Boleyn kun lod som om hun var gravid. Eustace Chapuys m.fl. rapporterede, at Anne Boleyn var nedkommet med et femten uger gammelt drengefoster.
Nicholas Sander skrev om Mary i Rise and Growth of the English Schism (1585), at det franske hof kaldte Mary "den engelske mær" pga hennes skamløse opførsel, og "det kongelige muldyr" mens hun angiveligt stod i forhold til kongen. Men Sander skrev videre, at hendes søster Anne Boleyn havde en udstående tand, seks fingre og en vorte under hagen, og havde været i seng med sin fars kapellan og hovmester, inden hun blev sendt til Frankrig i vanære. Intet af dette passer. Da er det heller ikke sandsynligt, at oplysningerne om Annes søster Mary er rigtige.
Kong Frans var en damernes ven, og han kan godt have fattet interesse for Mary, mens hun var ved hans hof. Philippe du Moulin skal have kendt Thomas Boleyn, da denne var ambassadør til Frankrig i 1519/20. Jean Brodeau, der skrev en biografi om Charles du Moulin (1500-66), udgivet i 1654, bekræftede, at Anne Boleyn voksede op i Briis-sous-Forges hos en af du Moulins forfædre. Det må have været Philippe du Moulin, der døde i 1548, kongens mundskænk. Lokalt siges det, at Anne voksede op i Briis, hvor en gade er opkaldt efter hende. I virkeligheden havde Anne Boleyn ingen tilknytning til Briis, men hendes søster Mary kan være blevet sendt der for at bo hos en respektabel familie, så hun kom på tryg afstand fra kong Frank. Måske opholdt hun sig i byen i årene 1515-19, til et ægteskab var arrangeret for hende, og at folk derefter glemte, at det havde været to søstre Boleyn, og kun huskede, at den ene havde boet i Briis. Dermed kan der være vokset en legende frem om, at dette var Anne.
I 1519 vendte Mary hjem til England. Thomas Boleyn, som bevisligt havde ambitioner for sine børn, sørgede derefter for at skaffe hende en ny post som hofdame for den engelske dronning Katharina af Aragonien, i dennes sidste ti år af ægteskabet med Henrik 8., måske i håb om, at kongen skulle blive interesseret i hende.

### Henrik 8.s elskerinde
Den 4. februar 1520, et år etter at Mary Boleyn kom tilbage til England, giftede hun sig med William Carey, en velstående hofmand med gode forbindelser og kongens gunst. Datoen er kendt, fordi en bryllupsgave på 6s 8d til Mr. Care and Mary Bullayne står opført i kongens regnskaber. En yngre datter giftede sig sjældent før en ældre søster, så dette tyder også på, at Mary var ældst af søstrene.
Kong Henrik var blandt gæsterne. Måske blev han betaget af bruden, eller måske han faldt for hende ved ridderturneringen 4. marts 1522 som var søsteren Anne Boleyns debut ved det engelske hof, men intet tyder på, at kong Henrik bemærkede hende den gang. Ved turneringen red han under mottoet Elle mon Coeur a navera (= Hun har såret mit hjerte) og et såret hjerte broderet på hestens udstyr. Dette kan have været rettet til Mary Boleyn - eller en anden af hoffets mange damer.
Mary havde en affære med Henrik 8., men den har ikke ladt sig tidsfæste, ej heller hvor længe den varede. Den kan have været afsluttet, da hun giftede sig, eller den kan være begyndt da, eller strakt sig over flere år. Da det blev kendt, at kongen havde et forhold til Anne Boleyn, sagde George Throckmorton lige ud til kongen, at "folk tror, du også har ligget hos både moren og søsteren." Kongen rødmede og svarede: "Aldrig med moren!" Han benægtede ikke sit forhold til Mary. Jesuitten Nicholas Sander holdt alligevel liv i rygtet om, at kongen også havde "kendt" søstrenes mor, og at Anne Boleyn egentlig var hans egen datter. I 1523 havde kong Henrik en båd med navnet Mary Boleyn, men den var købt af hendes far Thomas Boleyn og kan have fået sit navn af ham.

### Børn i første ægteskab
Ægteparret Carey fik to børn:
- Katherine Carey (født ca. 1524, død 15. januar 1658) var brudepige for både Anna af Kleve og Catherine Howard. Hun giftede sig med puritaneren Francis Knollys, og blev senere hofdame for Elizabeth 1., der var hendes kusine. Katherine Knollys er gravlagt i Westminster Abbey.[16] En af hendes døtre, Lettice Knollys, giftede sig med Elizabeths yndling Robert Dudley, 1. jarl av Leicester.[17]
- Henry Carey, 1. baron Hunsdon (født 4. marts 1526, død 23. juli 1596) blev slået til ridder af Elizabeth 1. lige efter hendes kroning. I 1557 sad han lige fuldt en tid i Fleet fængsel for en gæld på £ 507. Henry Carey var gift med Anne Morgan, som han fik tolv børn med - ni sønner og tre døtre. På hans dødsleje besøgte dronning Elizabeth ham og tilbød ham grevskabet Wiltshire, der havde tilhørt hans morfar Thomas Boleyn.[18]

I Henry Careys levetid blev det bemærket, at han lignede sin navnebror kongen meget, og antydet, at Henrik 8. havde givet Marys mand William Carey en række gaver og ejendomme på tidspunktet for de to børns fødsel som tak for, at Carey tolererede kongens forhold til Careys kone. Det blev også foreslået, at ægteskabet var arrangeret for at dække over illegitime børn, og at dronning Elizabeth stod Henry Carey så nær, fordi de var halvsøskende og ikke kun søskendebørn.

### Hendes søster Anne og Henrik 8.
Marys søster Anne kom tilbage til England i 1522 og vakte opsigt ved hoffet, som hun blændede med sine kundskaber, flydende fransk og baggrund fra indflydelsesrige hof på kontinentet. Hun fik flere bejlere, men ingen ved, hvornår kongen faldt for hende. Først i 1527 indledede kong Henrik hemmelige forhandlinger for at få sit ægteskab med dronning Katharina annulleret. I sin ansøgning til paven om dispensation til at indgå et nyt ægteskab, ansøgte Henrik 8. specifikt om tilladelse til at gifte sig med en kvinde, selv om han havde haft et seksuelt forhold til hendes søster.
I juni 1528 døde Marys mand i et udbrud af svedesyge. Både Anne Boleyn, broren George og deres far blev syge, men kom sig. Mary stod nu uden eksistensmidler, og hendes far Thomas Boleyn vendte hende ryggen. Hun var ikke længere kongens elskerinde og bidrog ikke mere til at skaffe familien indflydelse. Måske så han heller ingen mulighed for noget fordelagtigt nyt ægteskab for hende, nu da hun nærmede sig de 30. Det ser ud til, at hun henvendte sig til kongen, for han skrev til hendes søster Anne: "Hvad angår din søsters forhold, har jeg fået Walter Welze til at skrive, hvad jeg mener til my Lord [dvs. Annes og Marys far]...for det tjener ham ikke til ære, hvis han ikke tager sig af sin egen datter nu i hendes nød." Kong Henrik lod Anne overtage formynderskabet til sin søstersøn Henry Carey, som blev uddannet ved et cistercienserkloster. Kongen lod også Mary overtage den årlige indkomst på £ 100 som han tidligere havde lønnet hendes mand med. Sådan kunne Mary fint forsørge sig selv og sin datter.

### Andet ægteskab
Da Anne Boleyn rejste til Calais sammen med Henrik 8. på statsbesøg i 1532, var Mary med i hendes følge. Anne blev kronet som dronning den 1. juni 1533 og fødte en datter (den senere dronning Elizabeth 1.) samme efterår. I 1534 forårsagede Mary skandale ved at ankomme hoffet, ikke kun som gift kone, men også gravid. Hun havde i al hast giftet sig med William Stafford, en soldat ved den engelske garnison i Calais. Som dronningens søster havde Mary giftet sig langt under sin stand, ovenikøbet uden sin søsters eller sin fars tilladelse. Anne var rasende over dette brud på etikette, og forviste hende fra hoffet. Det gjorde heller ikke sagen nemmere, at Mary ventede et barn, mens Anne selv havde haft et svangerskab samme år, der ikke resulterede i noget barn. Formentlig tog Mary tilbage til Calais til sin mand, for i 1539 var William Stafford en af dem, der blev udvalgt til at ønske Anna af Kleve, kong Henriks fjerde kone, velkommen til Calais. Anne og Mary genså aldrig hinanden.
Marys økonomiske situation var så vanskelig, at hun skrev til kongens rådgiver, Thomas Cromwell, og tryglede ham om at lægge ind et ord for hende hos kong Henrik og dronning Anne. Samtidig udtrykker hun sin taknemlighed over sit kærlighedsægteskab med en mand, der brød sig om hende. Hun skrev, at det var forkert af hende at gifte sig, uden at bede om tilladelse først; men "han var så ung, og kærlighed overmandede fornuften; og for min del så jeg hans oprigtighed, og at jeg elskede ham ligeså højt som han mig, men han var bundet, mens jeg heldigvis var fri, så jeg for min del indså, at verden brød sig så lidt om mig, og han så meget, at jeg tænkte jeg kunne intet bedre gøre end at tage ham og give slip på alt andet, og leve et fattigt, ærligt liv sammen med ham...Hvis jeg var fri og kunne vælge, forsikrer jeg dig, at jeg har fundet så megen ærlighed i ham, at jeg ville heller tigge mit brød sammen med ham, end at være den største dronning i kristenheden. Og jeg tror afgjort, at han har det som jeg, for jeg er sikker på, at han ikke ville svige mig for at blive konge."
Mary Boleyns liv mellem 1534 og hendes søsters henrettelse 19. maj 1536 er svær at efterspore. Hun besøgte ikke deres mor; heller ikke sin søster eller broren George, mens de sad i Tower of London. Familien havde selv afvist hende, og Mary klarede at undgå det meste af familiens vanære ved at leve i tilbagetrukket anonymitet resten af livet.
Efter Annes henrettelse trak deres mor sig fra hoffet, og døde afsondret et år senere. Faren Thomas Boleyn døde det påfølgende år. Tidligt i 1540 vendte Mary og hendes mand tilbage til England, hvor Mary fik noget af arven efter sin far, blandt andet Rochford Hall i Essex, hvor hun tilbragte sine sidste år. Mary var ved sin død tidligt i fyrrerne. Hendes gravsted er ukendt.
Marys ægteskab med William Stafford (død 5. maj 1556) resulterede i en søn, formentlig født en gang i 1535 og død i 1545. Ellers er Mary en fjern stammor til kendte briter som Winston Churchill, forfatteren P.G. Wodehouse, Elizabeth Bowes-Lyon, prinsesse Diana og Sarah Ferguson, tidligere hertuginde af York.

## Fag- og skønlitteratur
Der findes to faglitterære bøger om Mary: The Mistresses of Henry VIII af Kelly Hart og den anden Mary Boleyn: The True Story of Henry VIII's Mistress af Josephine Wilkinson.
Valerie Gearon spillede i 1969 rollen som Mary i filmen Anne of the Thousand Days. Filmen over Phillippa Gregorys roman Den anden søster har Scarlett Johansson som Mary og Natalie Portman som Anne. På DR2 vises serien The Tudors, hvor Jonathan Rhys Meyers og Natalie Dormer spiller Henrik 8. og Anne Boleyn.